# La fidanzata di mio marito
La fidanzata di mio marito (Our Wife) è un film del 1941 diretto da John M. Stahl.

## Trama
Il compositore e musicista di talento Jerry Marvin affonda in un periodo di depressione e di alcoolismo dopo essersi separato dalla moglie Babe. Lo recupererà un nuovo amore grazie alla comparsa della giovane e brillante Susan, che lo ispira addirittura a completare una sua sinfonia che aveva lasciato incompleta. Dopo aver raccolto un grande successo grazie alla sua composizione, progetta di sposare la ragazza grazie alla quale ha recuperato la gioia di vivere. ma la ex-moglie Babe, pentita di averlo lasciato, si riaffaccia e fa uso di mille stratagemmi perché l'uomo ritorni con lei.

## Produzione
Il film fu prodotto dalla Columbia Pictures Corporation.

## Distribuzione
Distribuito dalla Columbia Pictures, il film uscì nelle sale cinematografiche USA il 20 agosto 1941 dopo essere stato presentato in prima il 4 agosto 1941.